# Landtagswahl in Oberösterreich 1991
- SPÖ: 19
- ÖVP: 26
- FPÖ: 11

Die Landtagswahl in Oberösterreich 1991 fand am 6. Oktober 1991 statt. Die beiden Volksparteien ÖVP und SPÖ mussten beide starke Verluste von je über 6 Prozent hinnehmen. Sie verloren je 4 Mandate. Die Freiheitliche Partei Österreichs erreichte mit 17,7 Prozent ihr zweitbestes Ergebnis nach der Landtagswahl in Oberösterreich 1949 und errang 11 Mandate, 8 mehr als vorher. Die beiden getrennt antretenden grünen Listen erreichten 3,1 bzw. 2,6 Prozent der Stimmen, aber kein Mandat.
Der Landtag wählte wieder Josef Ratzenböck (ÖVP) zum Landeshauptmann in der Landesregierung Ratzenböck IV. Die FPÖ konnte damit zum zweiten Mal nach 1949 in die Proporzregierung einziehen und mit Hans Achatz einen Landesrat stellen.
|                                                     | Ergebnisse 1991  | Ergebnisse 1991  | Ergebnisse 1991  | Ergebnisse 1985 | Ergebnisse 1985 | Ergebnisse 1985 | Differenzen | Differenzen | Differenzen |
| --------------------------------------------------- | ---------------- | ---------------- | ---------------- | --------------- | --------------- | --------------- | ----------- | ----------- | ----------- |
| Wahlberechtigte                                     | 948.245          | 948.245          | 948.245          | 897.426         | 897.426         | 897.426         | + 50.819    | + 50.819    | + 50.819    |
| Wahlbeteiligung                                     | 85,20 %          | 85,20 %          | 85,20 %          | 86,39 %         | 86,39 %         | 86,39 %         | − 1,19 %    | − 1,19 %    | − 1,19 %    |
|                                                     | Stimmen          | %                | Mand.            | Stimmen         | %               | Mand.           | Stimmen     | %           | Mand.       |
| Abgegebene Stimmen                                  | 807.890          |                  |                  | 775.330         |                 |                 | + 32.560    |             |             |
| Ungültig                                            | 16.315           | 2,02 %           |                  | 21.690          | 2,80 %          |                 | − 5.375     | − 0,78 %    |             |
| Gültig                                              | 791.575          | 97,98 %          |                  | 753.640         | 97,20 %         |                 | + 37.935    | + 0,78 %    |             |
| Partei                                              |                  |                  |                  |                 |                 |                 |             |             |             |
| Österreichische Volkspartei (ÖVP)                   | 357.771          | 45,20 %          | 26               | 392.839         | 52,13 %         | 30              | − 35.068    | − 6,93 %    | − 4         |
| Sozialistische Partei Österreichs (SPÖ)             | 248.640          | 31,41 %          | 19               | 286.022         | 37,95 %         | 23              | − 37.382    | − 6,54 %    | − 4         |
| Freiheitliche Partei Österreichs (FPÖ)              | 140.311          | 17,73 %          | 11               | 37.933          | 5,03 %          | 3               | + 102.378   | + 12,70 %   | + 8         |
| Grüne Alternative – Grüne im Parlament (GAL)        | 24.250           | 3,06 %           | –                | 12.681          | 1,68 %          | –               | + 11.569    | + 1,38 %    | ± 0         |
| Vereinte Grüne Österreichs Umwelt-Bürgerforum (VGÖ) | 20.603           | 2,60 %           | –                | 16.469          | 2,19 %          | –               | + 4.134     | + 0,41 %    | ± 0         |
| Kommunistische Partei Österreichs (KPÖ)             | nicht kandidiert | nicht kandidiert | nicht kandidiert | 4.919           | 0,65 %          | –               | − 4.919     | − 0,65 %    | ± 0         |
| Die Grünen Österreichs (DGÖ)                        | nicht kandidiert | nicht kandidiert | nicht kandidiert | 2.816           | 0,37 %          | –               | − 2.816     | − 0,37 %    | ± 0         |
| Gesamt                                              | 791.575          | 100,00 %         | 56               | 753.640         | 100,00 %        | 56              | + 37.935    | + 0,78 %    | ± 0         |